# Mamadou Thiam (Boxer)
Mamadou Thiam (* 25. Januar 1972 in Diofor, Senegal) ist ein ehemaliger französischer Profiboxer senegalesischer Herkunft. Er war französischer Meister, zweifacher Europameister (EBU) und WM-Herausforderer (WBA) im Halbmittelgewicht.

## Karriere
Der großgewachsene Normalausleger gehörte zu den schlagstärksten Boxern in der Geschichte des Halbmittelgewichts; 46 seiner 49 Siege erfolgten durch K. o., davon 17 in der ersten Runde. Einer seiner Trainer war der ehemalige Boxeuropameister Louis Acariès.
Im November 1993 bestritt er seinen ersten Profikampf und gewann im April 1997 die französische Meisterschaft. Im November 1998 erkämpfte er die Europameisterschaft gegen Saïd Bennajem und verteidigte den Titel gegen Lorant Szabó, Orhan Delibaş und Valentino Manca.
Am 22. Juli 2000 boxte er in Miami um den WBA-Weltmeistertitel gegen Félix Trinidad. Bis dahin hatte Thiam 33 von 34 Kämpfen gewonnen und war Ranglisten-Erster des Verbandes. Seine einzige Niederlage hatte er 1994 gegen Morrade Hakkar erlitten. Im Kampf gegen Trinidad musste Thiam in der dritten Runde aufgeben, nachdem bereits in der ersten Runde sein rechtes Auge durch Schlagwirkung zugeschwollen war.
In seinem nächsten Kampf im Januar 2001 wurde er gegen Paolo Pizzamiglio erneut Europameister und schlug in einer Titelverteidigung Michael Rask. Dabei gewann er auch die interkontinentale Meisterschaft der WBA, die er zweimal verteidigte.
Am 10. August 2002 konnte er in Marseille um die interime WBA-Weltmeisterschaft boxen, wobei er durch T.K.o in der zwölften Runde gegen Santiago Samaniego unterlag. Bei einem erneuten Europameisterschaftskampf im Juli 2004 verlor er gegen Serhij Dsynsyruk.
Bis zum Ende seiner Karriere im September 2012 boxte Thiam noch in mehreren Ländern und erarbeitete sich eine durchwachsene Kampfbilanz. Sein bis zum Rücktritt bedeutendster Gegner wurde der Ire Andy Lee, gegen den er aufgrund einer Rückenverletzung nach der zweiten Runde aufgeben musste.